# Evelyn Waugh
Evelyn Arthur St. John Waugh (London, 28. listopada 1903. – Combe Florey kraj Tautona, 10. travnja 1966.) bio je britanski književnik.
U oštrom satiričnom tonu opisuje život londonskih esteta i višeg društva u prvim godinama nakon Prvog svjetskog rata. Njegova britka satira o modernom društvu, njegovu materijalizmu i pomanjkanju osjećaja za vrijednosti izražena je grotsknim, mračnim i fantastičnim tonovima.
U romanu Unconditional Surrender (Bezuvjetna predaja) opisuje svoj boravak među partizanima (1944. – 1945.) u Topuskom i u Dubrovniku. Svjedoči kako su se s engleskim vojnicima odrekli svojih obroka kako bi s djecom Dubrovnika proslavili Božić. Partizani su preuzeli hranu te je odnijeli u zgradu SKOJ-a i zatim dopustili samo jednom Englezu da prisustvuje njihovoj svečanoj raspodjeli hrane. Opisivajući Tita uvijek mu se obraćao s „ona”, opisujući ga kao da je žena.
Dana 2. ožujka bio je primljen u papinu audijenciju kako bi mu podnio izvještaj o stanju Crkve u Hrvatskoj.
Dana 29. rujna 1930. obratio se na katoličanstvo.

## Djela
- "Uspon i pad"
- "Prezrena tjelesa"
- "Ljubljena"
- "Šaka praha"
- "Časnici i gospoda"

### Članci
- Kadić, Ante. 1994. Evelin Waugh o Titovim partizanima (I). Crkva u svijetu. Sveučilište u Splitu - Katolički bogoslovni fakultet. Split. 29 (3): 304–316